# Louise Chennevière
Pour les articles homonymes, voir Chennevière.
Louise Chennevière, née en 1993, est une autrice française écrivant notamment sur le féminisme.

## Biographie

### Enfance et formation
Louise Chennevière naît en 1992. Elle grandit à Paris où elle suit un parcours de classes préparatoires littéraires et est diplômée d’un master de philosophie.

### Carrière
Louise Chennevière commence son parcours dans le milieu de l’art. Elle s'intéresse également à la chanson, écrivant et interprétant ses propres compositions,. 
À 26 ans, elle sort son premier livre, Comme la chienne, un roman qui donne la parole à plusieurs voix de femmes, à travers leurs expériences douloureuses : psychiatrie, IVG, viol, incestes, pulsions meurtrières, boulimie, culte de l'apparence, transmission des névroses de mère en fille, infanticide, prostitution,. Le livre est qualifié de « violent et intelligent, moderne et polyphonique » par le magazine Diacritik. 
En 2021, à 28 ans, elle sort son second roman, Mausolée. Il s'agit d'une longue lettre d’amour d’une femme à l’homme qui l’a quittée,.
En mai 2024, elle écrit une tribune dans Libération afin de répondre à celle de l'écrivain Arthur Dreyfus, publiée dans le même journal et dans laquelle il condamne l’inscription de «#MeToo» par l’artiste Deborah De Robertis sur la vitre recouvrant le tableau L'origine du monde de Gustave Courbet. 
En septembre 2024, elle sort son troisième roman, Pour Britney,. L'autrice est également la narratrice de ce livre dans lequel elle raconte sa passion d'enfance pour Britney Spears et évoque la sexualisation subie par l'ancienne star, par Nelly Arcan et par les femmes en général, qui bride leur liberté. 

### Vie privée
Elle quitte Paris en 2020 pour vivre dans le Vaucluse, dans les environs de Sérignan-du-Comtat. 

## Œuvre
- Comme la chienne (P.O.L), 2019
- Mausolée (P.O.L), 2021
- Pour Britney (P.O.L), 2024